# Кіцак Олександр Віталійович
Олександр Віталійович Кіцак (нар. 23 червня 1996, Заводське, Тернопільська область, Україна) — український футболіст, півзахисник.

## Життєпис
Олександр Кіцак народився 23 червня 1996 року в смт Заводське Тернопільської області. У ДЮФЛУ виступав у складі «Тернополя» та «Карпат».
Дорослу футбольну кар'єру розпочав у 2013 році у команді «Поділля-Агрон» (с. Великі Гаї), у складі якої до 2014 року виступав у чемпіонаті Тернопільської області. За цей час зіграв лише 5 матчів та відзначився 1 голом, проте це не завадило привернути увагу до Олександра більш іменитого клубу, ФК «Тернопіль». До складу цього клубу перейшов наприкінці лютого 2015 року. За тернопільську команду дебютував 17 квітня 2015 року у програному (1:4) домашньому поєдинку 22-го туру першої ліги чемпіонату України проти кіровоградської «Зірки». Кіцак вийшов на поле у стартовому складі й уже на 9-ій хвилині отримав жовту картку, а на 54-ій хвилині його замінив Роман Гаврилюк. Протягом свого перебування у ФК «Тернополі» у першій лізі чемпіонату України зіграв 20 поєдинків, ще 2 матчі провів у кубку України. На початку березня 2016 року залишив команду.
З 2016 року виступає в іншій тернопільській команді, «Ниві».